# رابرت برودبنت
رابرت برودبنت (انگلیسی: Robert Broadbent; ۵ نوامبر ۱۹۰۴ – ۴ اکتبر ۱۹۸۶) دوچرخه‌سوار اهل استرالیا بود. وی در بازی‌های المپیک تابستانی ۱۹۲۴ شرکت کرده است.